# Taxeotis delogramma
Taxeotis delogramma är en fjärilsart som beskrevs av Edward Meyrick 1890. Taxeotis delogramma ingår i släktet Taxeotis och familjen mätare. Inga underarter finns listade i Catalogue of Life.